# Tennis Open Karlsruhe 2024 - Doppio
Il doppio del torneo di tennis professionistico Tennis Open Karlsruhe 2024, facente parte della categoria Challenger 75 nell'ambito dell'ATP Challenger Tour 2024, si è giocato dal 1° al 7 luglio a Karlsruhe, in Germania. Tra le coppie partecipanti erano assenti Neil Oberleitner e Tim Sandkaulen, i detentori del titolo.
In finale Jakob Schnaitter e Mark Wallner hanno sconfitto Dan Added e Grégoire Jacq con il punteggio di 6–4, 6–0.

## Teste di serie
1. Jakob Schnaitter /  Mark Wallner (campioni)
2. Dan Added /  Grégoire Jacq (finale)

1. Ivan Liutarevich /  Sergio Martos Gornés (primo turno)
2. Jeevan Nedunchezhiyan /  Vijay Sundar Prashanth (primo turno)

## Wildcard
1. Justin Engel /  Lasse Pörtner (primo turno)

1. Tim Rühl /  Patrick Zahraj (primo turno)

## Tabellone

### Legenda
| - Q = Qualificato - WC = Wild card - LL = Lucky loser | - ALT = Alternate - SE = Special Exempt - PR = Protected Ranking | - w/o = Walkover - r = Ritirato - d = Squalificato |

|  | Primo turno | Primo turno                    | Primo turno                   | Primo turno | Primo turno |  |  | Quarti di finale | Quarti di finale               | Quarti di finale               | Quarti di finale     | Quarti di finale     |   |      | Semifinali | Semifinali                    | Semifinali                    | Semifinali              | Semifinali              |   |   | Finale | Finale | Finale | Finale | Finale |  |
|  |             |                                |                               |             |             |  |  |                  |                                |                                |                      |                      |   |      |            |                               |                               |                         |                         |   |   |        |        |        |        |        |  |
|  | 1           | J Schnaitter M Wallner         | J Schnaitter M Wallner        | 7           | 7           |  |  |                  |                                |                                |                      |                      |   |      |            |                               |                               |                         |                         |   |   |        |        |        |        |        |  |
|  |             | J De Loore D Masur             | J De Loore D Masur            | 5           | 61          |  |  | 1                | J Schnaitter M Wallner         | 3                              | 6                    | [10]                 |   |      |            |                               |                               |                         |                         |   |   |        |        |        |        |        |  |
|  |             | J Barnat R Jebavý              | J Barnat R Jebavý             | 7           | 7           |  |  |                  | J Barnat R Jebavý              | 6                              | 3                    | [3]                  |   |      |            |                               |                               |                         |                         |   |   |        |        |        |        |        |  |
|  |             | J Kovalík I Zelenay            | J Kovalík I Zelenay           | 5           | 5           |  |  |                  |                                |                                |                      |                      |   |      | 1          | J Schnaitter M Wallner        | J Schnaitter M Wallner        | 6                       | 6                       |   |   |        |        |        |        |        |  |
|  | 4           | J Nedunchezhiyan VS Prashanth  | J Nedunchezhiyan VS Prashanth | 4           | 5           |  |  |                  |                                |                                | I Carou M Kestelboim | I Carou M Kestelboim | 1 | 4    |            |                               |                               |                         |                         |   |   |        |        |        |        |        |  |
|  |             | I Carou M Kestelboim           | I Carou M Kestelboim          | 6           | 7           |  |  |                  | I Carou M Kestelboim           | I Carou M Kestelboim           | 6                    | 78                   |   |      |            |                               |                               |                         |                         |   |   |        |        |        |        |        |  |
|  | WC          | T Rühl P Zahraj                | 6                             | 4           | [7]         |  |  |                  | G Oliveira S Rodríguez Taverna | G Oliveira S Rodríguez Taverna | 2                    | 6                    |   |      |            |                               |                               |                         |                         |   |   |        |        |        |        |        |  |
|  |             | G Oliveira S Rodríguez Taverna | 3                             | 6           | [10]        |  |  |                  |                                |                                |                      |                      |   |      | 1          | Jakob Schnaitter Mark Wallner | Jakob Schnaitter Mark Wallner | 6                       | 6                       |   |   |        |        |        |        |        |  |
|  |             | D Cukierman D Dutra da Silva   | D Cukierman D Dutra da Silva  | 6           | 6           |  |  |                  |                                |                                |                      |                      |   |      |            |                               | 2                             | Dan Added Grégoire Jacq | Dan Added Grégoire Jacq | 4 | 0 |        |        |        |        |        |  |
|  | WC          | J Engel L Pörtner              | J Engel L Pörtner             | 4           | 2           |  |  |                  | D Cukierman D Dutra da Silva   | D Cukierman D Dutra da Silva   | 6                    | 6                    |   |      |            |                               |                               |                         |                         |   |   |        |        |        |        |        |  |
|  |             | D Rincón N Sánchez Izquierdo   | D Rincón N Sánchez Izquierdo  | 7           | 6           |  |  |                  | D Rincón N Sánchez Izquierdo   | D Rincón N Sánchez Izquierdo   | 3                    | 3                    |   |      |            |                               |                               |                         |                         |   |   |        |        |        |        |        |  |
|  | 3           | I Liutarevich S Martos Gornés  | I Liutarevich S Martos Gornés | 62          | 4           |  |  |                  |                                |                                |                      |                      |   |      |            | D Cukierman D Dutra da Silva  | 6                             | 6                       | [7]                     |   |   |        |        |        |        |        |  |
|  |             | R Molleker D Yevseyev          | 2                             | 7           | [10]        |  |  |                  |                                | 2                              | D Added G Jacq       | 78                   | 4 | [10] |            |                               |                               |                         |                         |   |   |        |        |        |        |        |  |
|  |             | T Kodat R Strombachs           | 6                             | 65          | [5]         |  |  |                  | R Molleker D Yevseyev          | 78                             | 3                    | [5]                  |   |      |            |                               |                               |                         |                         |   |   |        |        |        |        |        |  |
|  |             | T Colson N Schell              | T Colson N Schell             | 4           | 5           |  |  | 2                | D Added G Jacq                 | 6                              | 6                    | [10]                 |   |      |            |                               |                               |                         |                         |   |   |        |        |        |        |        |  |
|  | 2           | D Added G Jacq                 | D Added G Jacq                | 6           | 7           |  |  |                  |                                |                                |                      |                      |   |      |            |                               |                               |                         |                         |   |   |        |        |        |        |        |  |